# Kirche Hartroda

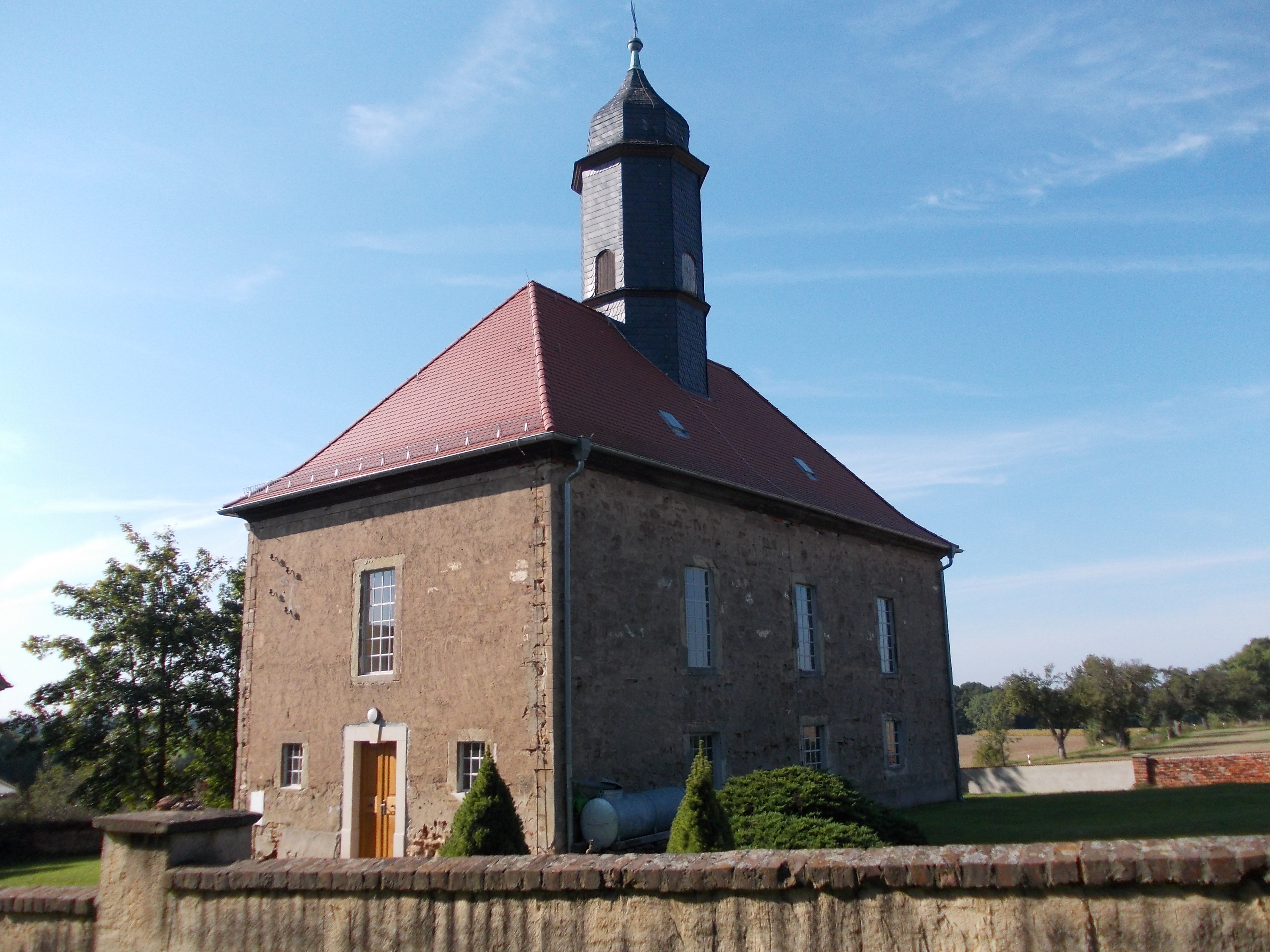
Kirche Hartroda

Die evangelisch-lutherische Kirche Hartroda steht in Hartroda, einem Ortsteil der Stadt Schmölln im Landkreis Altenburger Land in Thüringen. Die Kirche gehört zum Gemeindeteil Hartroda der Kirchengemeinde Hartroda-Wildenbörten im Pfarrbereich Schmölln II der Pfarrei Schmölln im Kirchenkreis Altenburger Land der Evangelischen Kirche in Mitteldeutschland.

## Beschreibung
Die kleine Saalkirche wurde von 1800 bis 1809 anstelle eines mittelalterlichen Vorgängerbaus errichtet. Sie ist mit einem Walmdach bedeckt, auf dem ein schiefergedeckter Dachreiter sitzt, der aus einem achtseitigen Aufsatz mit einer Haube besteht. Die Kirchenausstattung entstand von 1853 bis 1860. Die Orgel mit 11 Registern, verteilt auf 2 Manuale und Pedal, wurde 1855 von Christoph Opitz gebaut.